# Omer Nishani
Omer Nishani (Gjirokastra, 1887-Tirana, 1954) fue un político albanés, presidente de su país de 1946 a 1953.
Durante la Segunda Guerra Mundial Nishani fue un teórico antifascista. Formó parte del Lufta Nacional Çlimtare (Lucha de Liberación Nacional, LNC), formado por Enver Hoxha y Abas Kupi, creado el 16 de septiembre de 1942 a fin de unir fuerzas contra los italianos, pero que era dominado por los comunistas. 
En mayo de 1944 Omer Nishani fue nombrado Jefe del Presidium del Consejo de Liberación Nacional (del cual era presidente de facto) y Ministro de Asuntos Exteriores. Después de la proclamación de la República de Albania el 12 de enero de 1946, Nishani fue jefe del presidium hasta 1953. Representó a Albania durante las negociaciones de París (1947).